# Metaphorura affinis
Metaphorura affinis is een springstaartensoort uit de familie van de Tullbergiidae. De wetenschappelijke naam van de soort is voor het eerst geldig gepubliceerd in 1903 door Börner.